# Château d'Ichijōdani
Les ruines historiques de la famille Ichijōdani Asakura (一乗谷朝倉氏遺跡, Ichijōdani Asakura-shi Iseki) sont ce qui reste du château d'Ichijōdani. Elles se trouvent dans la section Kidonouchi de Fukui, préfecture de Fukui au Japon. Cette zone fut sous le contrôle du clan Asakura pendant cent trois ans durant l'époque Sengoku.
La jōkamachi (ville-château) fondée en 1471 devient un centre culturel, militaire et démographique essentiel du Japon de l'époque, avec une population atteignant plus de 10 000 résidents. La ville fut détruite par le feu en 1573 quand la famille Asakura fut défaite par Oda Nobunaga, à la suite du siège du château d'Ichijōdani.
Les fouilles archéologiques du site commencèrent en 1967 et révélèrent la forme de la ville, dont la maison du daimyo, les résidences des samouraïs, les temples, les maisons des commerçants et des artisans ainsi que les rues. Les résidences des samouraïs, les maisons des commerçants, etc., ont été depuis restaurées sur la rue de 200 m de long. Quatre jardins japonais ont été déterrés et partiellement restaurés et les ruines du château se situent au sommet d'une colline donnant sur la ville de Fukui.

## Galerie

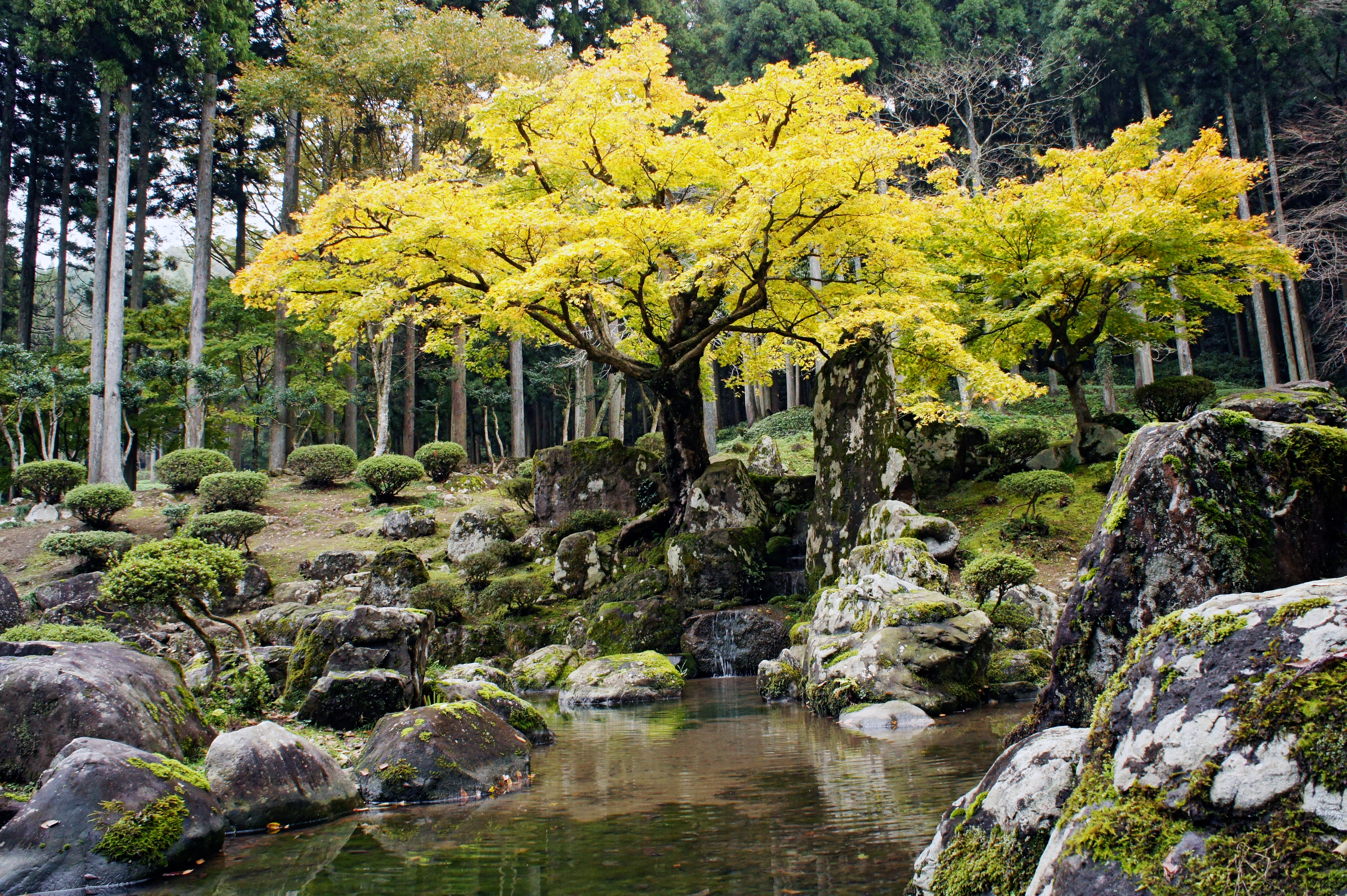
Jardin Suwa Yakata-ato.
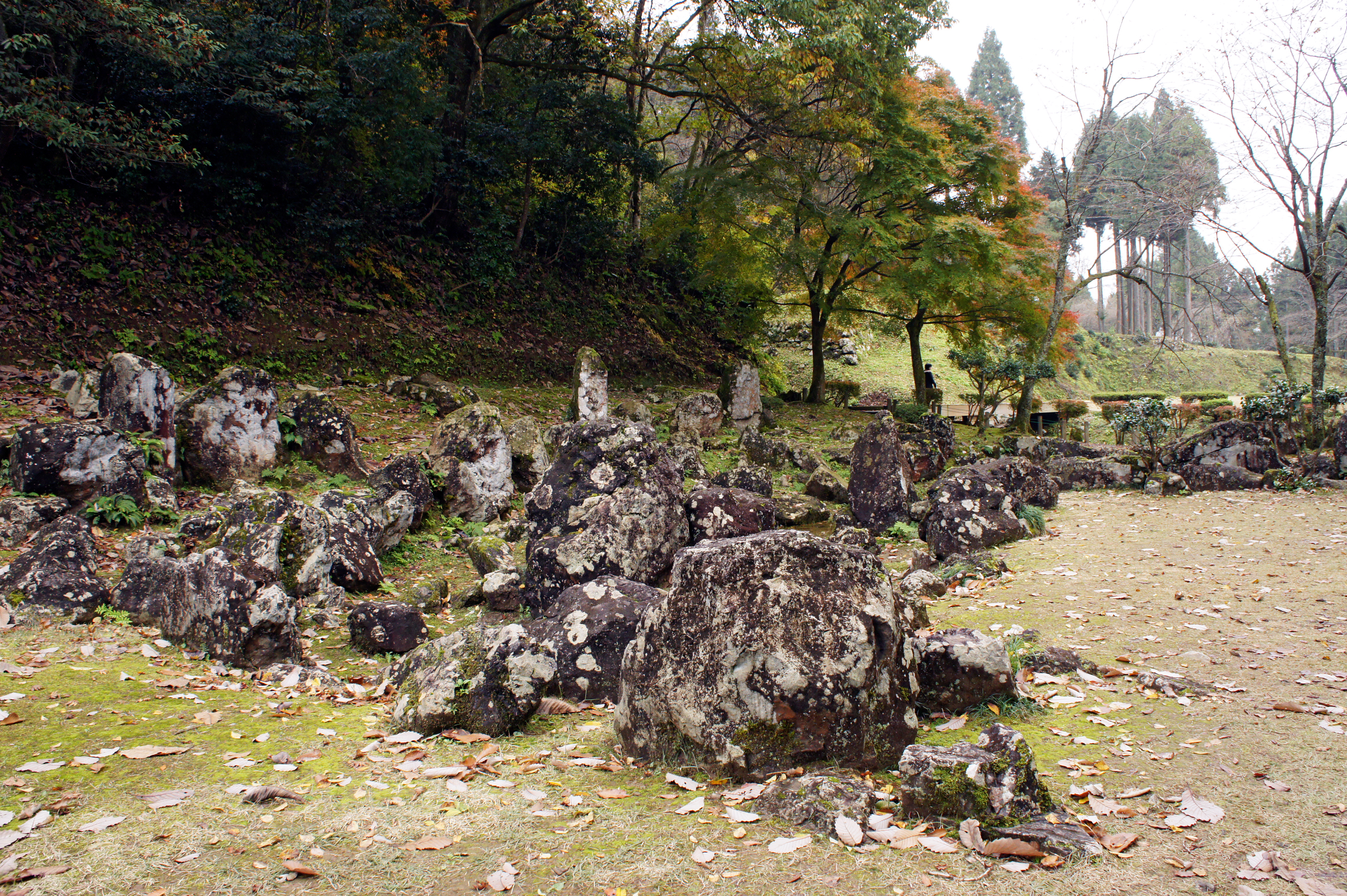
Jardin Yudono-ato.
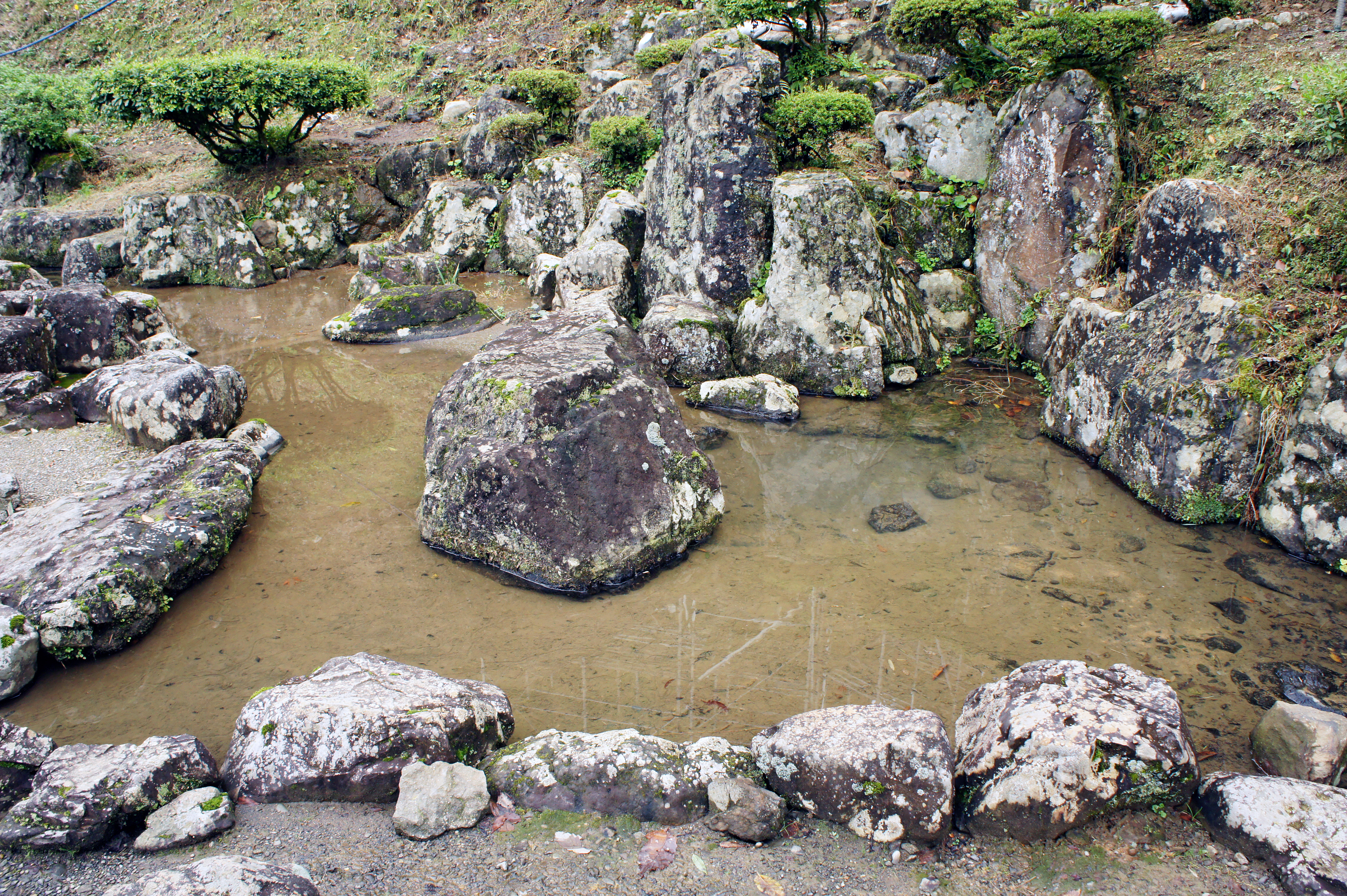
Jardin Asakura Yakata-ato.
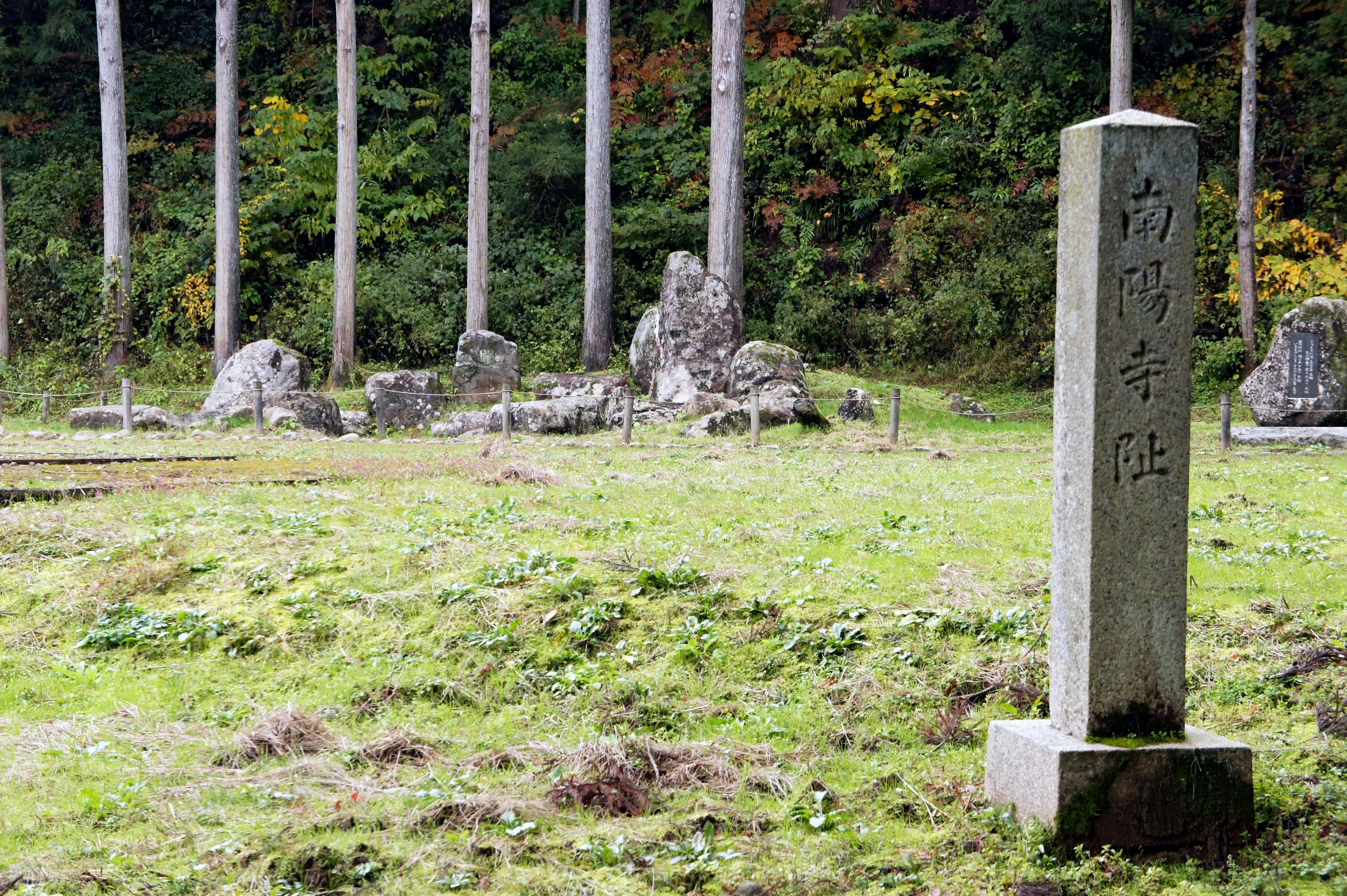
Jardin Nanyoji-ato.